# Yonghetempel
Yonghetempel is een tempel en klooster van de gelugschool van het Tibetaans boeddhisme. Het ligt in het noordoosten van Peking, Volksrepubliek China. Het is een van de grootste en belangrijkste tempels van de Tibetaans boeddhistische kloosters van de wereld. Het gebouw en zijn kunstwerken zijn gemaakt in Han-Chinese en Tibetaanse stijl.

## Geschiedenis
De bouw van de Yonghetempel begon in 1694 tijdens de Qing-dynastie. Het was eigenlijk een residentie van gerechtseunuchen van de Verboden Stad. Later veranderde het in de rechtszaal van Prins Yong (Yin Zhen), een zoon van keizer Kangxi. Na de troonsbestijging van deze prins, in 1722, werd de helft van het gebouw veranderd in een lamaklooster van het Tibetaans boeddhisme. De andere helft bleef deel uitmaken van het keizerlijk paleis.

## Galerij

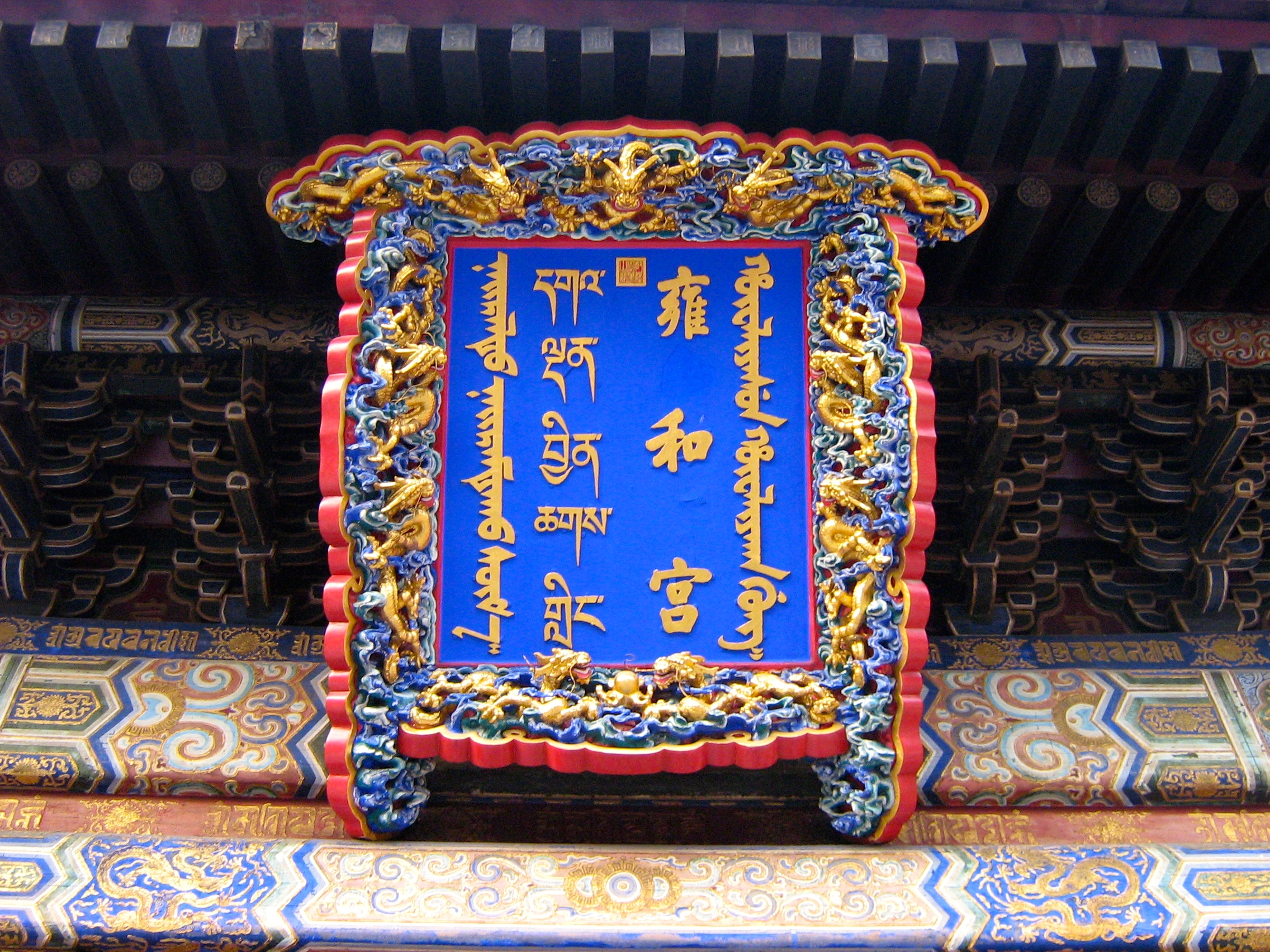
Bord boven de ingang van de tempel. De naam van de tempel staat vermeld (van rechts naar links) in het Mantsjoe, Hanzi, Tibetaans en Mongools